# Centro Cultural de la Ciencia
El Centro Cultural de la Ciencia, conocido comúnmente como C3, es un espacio interdisciplinario de creación e intercambio de ideas y saberes sobre la ciencia entendida como parte de la cultura. Su edificio está ubicado en el Polo Científico Tecnológico de la Ciudad Autónoma de Buenos Aires.
Inaugurado en 2015, fue el primer centro cultural público, gratuito y de carácter nacional, creado por Ministerio de Ciencia, Tecnología e Innovación de Argentina para comunicar la ciencia y la tecnología.

## Historia
Inaugurado oficialmente el 6 de noviembre de 2015, por la presidenta Cristina Fernández de Kirchner, el Centro Cultural de la Ciencia depende de la Secretaría de Innovación, Ciencia y Tecnología de Argentina y está ubicado en el barrio de Palermo de la Ciudad Autónoma de Buenos Aires.  
El Polo Científico Tecnológico nació conformado por el Ministerio de Ciencia, Tecnología e Innovación Productiva; los Institutos Internacionales Interdisciplinarios para la Innovación (I4), la Agencia Nacional de Promoción Científica y Tecnológica (ANPCyT), el Consejo Nacional de Investigaciones Científicas y Técnicas (CONICET) y el Centro Cultural de la Ciencia (C3). 

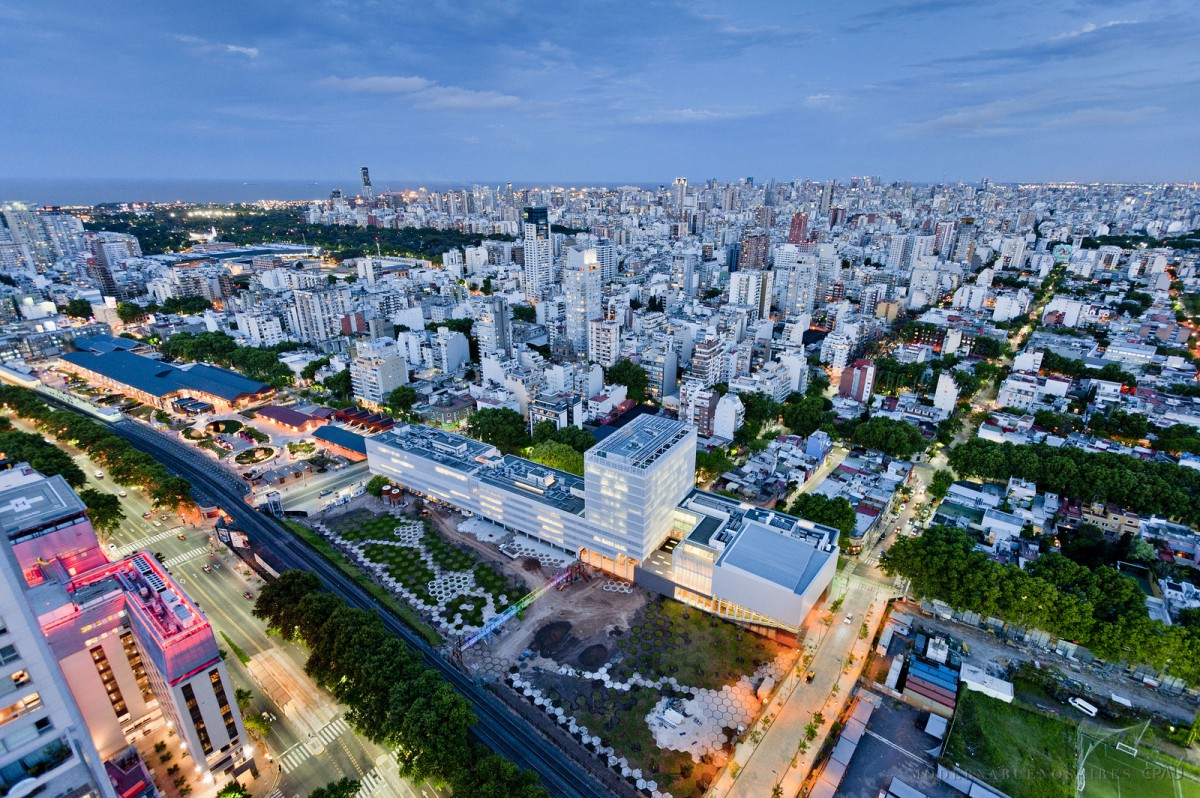
Vista aérea del Polo Científico Tecnológico

## Actividades
Su objetivo general es favorecer oportunidades de exploración de la cultura científica, en tanto que sus programas y actividades se orientan a distintos públicos y surgen a partir del trabajo colaborativo con actores del sistema científico, artístico y educativo. Por ello realiza innumerables actividades que combinan distintos formatos y lenguajes artísticos (teatro, música, danza o formatos híbridos y alternativos).  
Entre las actividades más destacadas se encuentran las charlas de Dan Dennet, Xu Xing, Michael Houellebecq, Hervé This, Juan Martín Maldacena, Darío Sztajnszrajber, Dora Barrancos, Alicia Dickenstein, Diego Golombek, Alberto Rojo y Karen Hallberg, entre otros reconocidos científicos nacionales e internacionales. También se realizan el ciclo Café de las Ciencias organizado junto a la Embajada de Francia y el ciclo Encuentros con la Academia junto a la Academia Nacional de Ciencias Exactas, Físicas y Naturales que modera la periodista científica Nora Bar. 
Anualmente participa en La Noche de los Museos impulsada por el Gobierno de la Ciudad de Buenos Aires.
Desde 2020, sumó a su programación cultural actividades virtuales a través de sus diferentes plataformas y su canal de YouTube.

## Propuestas
Sus programas y actividades se orientan a distintos públicos, promueven un trabajo colaborativo con actores del sistema científico, artístico y educativo y se apoyan sobre la necesidad de favorecer oportunidades de exploración de la cultura científica.
Los visitantes no son meros consumidores de visitas sino comunidades activas, constructivas y creativas que generan significados propios en su acceso a la cultura científica. Su protagonismo es central. Los grupos son recibidos por los copilotos, quienes los acompañan para que puedan sentirse bienvenidos, asombrarse, formularse preguntas, cuestionar sus certezas, resolver misterios, realizar experimentos, participar de juegos.

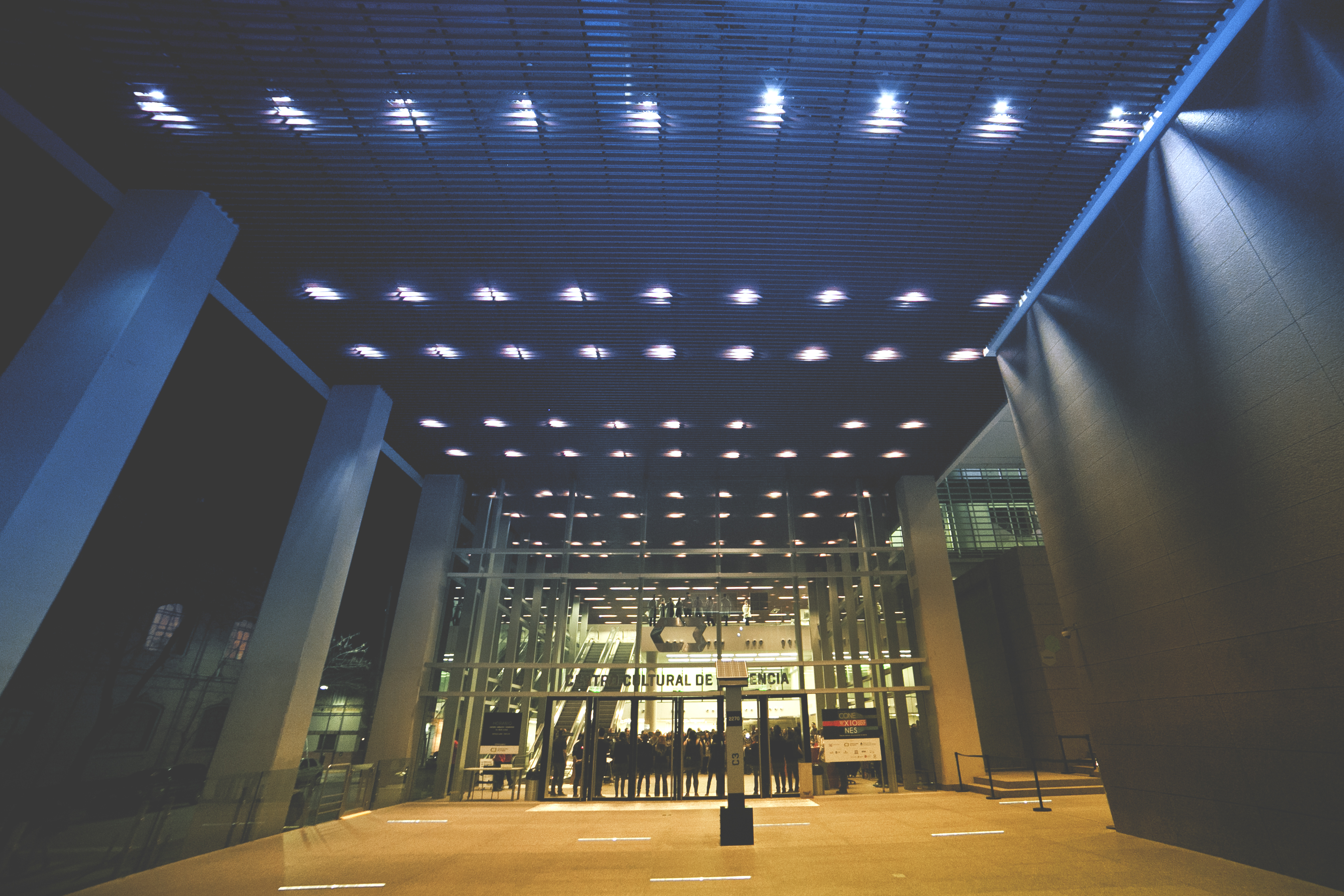
Plano general de entrada al centro.

### Lugar a Dudas

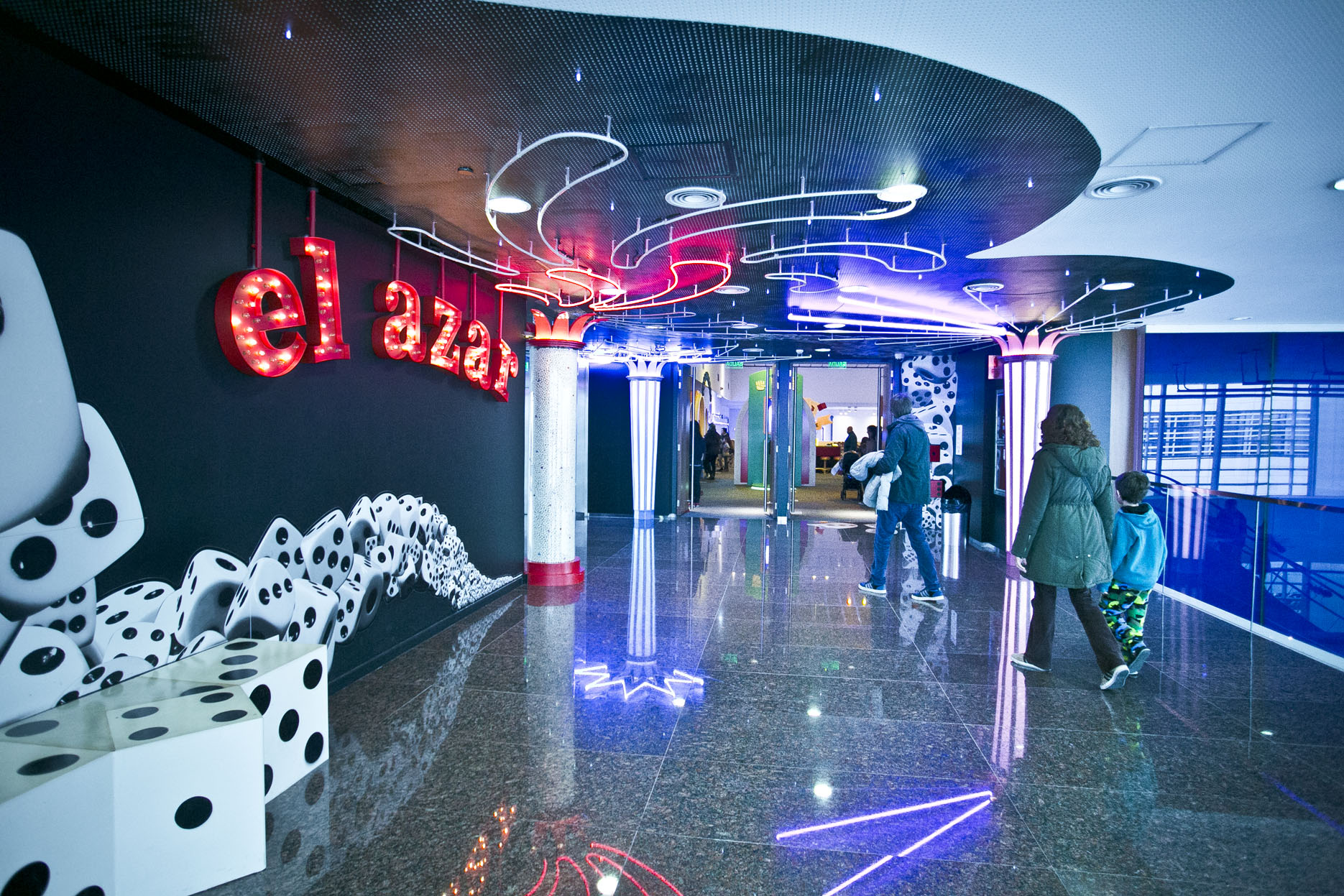
Entrada de la sala El azar en Lugar a Dudas

Fue el proyecto inspirador que dio origen al C3. Y sus propósitos fundacionales coinciden: la búsqueda explícita de vincular la ciencia con la vida diaria y compartir sus modos de conocer y descubrir el mundo natural y social.
El tiempo, el azar y la información son los tres temas alrededor de los cuales esta muestra fue creada con la intención de acercarse desde distintas disciplinas, ya que los tres son temas fundamentales para las ciencias. La experiencia Lugar a Dudas es multisensorial, no es un espacio de respuestas sino de experiencias que invitan a hacerse preguntas.
En 2016, el centro cultural comenzó a viajar con Lugar a Dudas Itinerante, una selección de los módulos interactivos inspirados en la muestra original que se encuentra en el C3, convocando a varias provincias, entre ellas Buenos Aires, Neuquén, Córdoba y Santa Fe.